# Алдатов Ібрагім Ерікович
Ібрагім Ерікович Алдатов (ос. Æлдаттаты Эрикы фырт Ибрагим; 4 листопада 1983, Брут, Північна Осетія, РРФСР) — український борець вільного стилю, чемпіон та багаторазовий призер чемпіонатів світу і Європи, учасник Олімпійських ігор. Багаторазовий переможець чемпіонатів України. Заслужений майстер спорту України з вільної боротьби.

## Біографія
Народився 4 листопада 1983 року у селі Брут, неподалік Беслана, (Автономна Республіка Північна Осетія-Аланія).
Боротьбою почав займатися в одинадцять років. Перший тренер — Артур Базаєв. Тренери — Ельбрус Тедеєв, Юрій Тєлєшкін, Руслан Савлохов.
У 1999 році переїхав до Владикавказа і виграв Чемпіонат Осетії. 2004 і 2006 рр.. — переможець міжнародних турнірів у Києві та Дагестані. На Київському Міжнародному турнірі молодого борця помітив олімпійський чемпіон Ельбрус Тедеєв і переконав переїхати до України. У 2006 році Алдатов отримав українське громадянство і виграв чемпіонат світу у вазі до 74 кг. А наприкінці того ж року Міжнародна федерація боротьби (FILA) називає його найкращим борцем світу. Два роки поспіль, у 2006 та 2007, Академія олімпійців при Національному олімпійському комітеті визнавала Ібрагіма Алдатова найкращим спортсменом України, а наприкінці 2009-го Асоціація спортивної боротьби України назвала його найкращим борцем України. Міжнародна федерація об'єднаних стилів боротьби визнала Ібрагіма Алдатова (вагова категорія до 84 кг) найкращим борцем 2013 року.
Закінчив Владикавказький інститут фізичного виховання та спорту. Випускник Міжрегіональної академії управління персоналом.
Одружений. Живе в Харкові. Представляє товариство «Динамо».

## Спортивні результати на міжнародних змаганнях

### Виступи на Олімпіадах
| Змагання                    | Збірна  | Вагова категорія          | Місце |
| --------------------------- | ------- | ------------------------- | ----- |
| Літні Олімпійські ігри 2008 | Україна | вільна боротьба, до 74 кг | 13    |
| Літні Олімпійські ігри 2012 | Україна | вільна боротьба, до 84 кг | 9     |

### Виступи на Чемпіонатах світу
| Змагання                        | Збірна  | Вагова категорія          | Місце  |
| ------------------------------- | ------- | ------------------------- | ------ |
| Чемпіонат світу з боротьби 2006 | Україна | вільна боротьба, до 74 кг | Золото |
| Чемпіонат світу з боротьби 2007 | Україна | вільна боротьба, до 74 кг | Срібло |
| Чемпіонат світу з боротьби 2009 | Україна | вільна боротьба, до 84 кг | Бронза |
| Чемпіонат світу з боротьби 2010 | Україна | вільна боротьба, до 84 кг | 5      |
| Чемпіонат світу з боротьби 2011 | Україна | вільна боротьба, до 84 кг | Срібло |
| Чемпіонат світу з боротьби 2013 | Україна | вільна боротьба, до 84 кг | Золото |
| Чемпіонат світу з боротьби 2015 | Україна | вільна боротьба, до 86 кг | 7      |

### Виступи на Чемпіонатах Європи
| Змагання                         | Збірна  | Вагова категорія          | Місце  |
| -------------------------------- | ------- | ------------------------- | ------ |
| Чемпіонат Європи з боротьби 2007 | Україна | вільна боротьба, до 74 кг | 12     |
| Чемпіонат Європи з боротьби 2008 | Україна | вільна боротьба, до 74 кг | 5      |
| Чемпіонат Європи з боротьби 2009 | Україна | вільна боротьба, до 84 кг | Срібло |
| Чемпіонат Європи з боротьби 2010 | Україна | вільна боротьба, до 84 кг | 8      |
| Чемпіонат Європи з боротьби 2011 | Україна | вільна боротьба, до 84 кг | 11     |
| Чемпіонат Європи з боротьби 2013 | Україна | вільна боротьба, до 84 кг | Бронза |
| Чемпіонат Європи з боротьби 2016 | Україна | вільна боротьба, до 86 кг | Бронза |

### Виступи на Кубках світу
| Змагання                    | Збірна  | Вагова категорія          | Місце |
| --------------------------- | ------- | ------------------------- | ----- |
| Кубок світу з боротьби 2014 | Україна | вільна боротьба, до 74 кг | 4     |

### Виступи на інших змаганнях
| Змагання                                                       | Збірна  | Вагова категорія          | Місце  |
| -------------------------------------------------------------- | ------- | ------------------------- | ------ |
| Золотий Гран-прі з боротьби 2009                               | Україна | вільна боротьба, до 84 кг | 5      |
| Золотий Гран-прі з боротьби 2010 (Красноярськ)                 | Україна | вільна боротьба, до 84 кг | 5      |
| Київський Міжнародний турнір з боротьби 2011                   | Україна | вільна боротьба, до 84 кг | Золото |
| Київський Міжнародний турнір з боротьби 2012                   | Україна | вільна боротьба, до 84 кг | 5      |
| Турнір Чорного моря 2012                                       | Україна | вільна боротьба, до 84 кг | Золото |
| Київський Міжнародний турнір з боротьби 2013                   | Україна | вільна боротьба, до 84 кг | Бронза |
| Турнір Алі Алієва 2015                                         | Україна | вільна боротьба, до 86 кг | 20     |
| Київський Міжнародний турнір з боротьби 2016                   | Україна | вільна боротьба, до 86 кг | Золото |
| Олімпійський кваліфікаційний турнір з боротьби 2016 (Зренянин) | Україна | вільна боротьба, до 86 кг | 5      |
| Олімпійський кваліфікаційний турнір з боротьби 2016 (Стамбул)  | Україна | вільна боротьба, до 86 кг | 5      |